# Mari Jose Mendieta Iturraran
Mari Jose Mendieta Iturraran (Sant Sebastià, 1957). Llicenciada en Magisteri i història. Ha publicat l'obra Aitorrek bi ama ditu (Erein, 2004). L'obra explica les situacions que viu un nen que viu en un poble petit tenint dues mares.